# Erica (Androidin)
Erica ist eine Androidin, ein menschenähnlicher Roboter. Erica wurde 2015 von Kohei Ogawa und Hiroshi Ishiguro an der Universität Osaka entwickelt, um die Interaktion zwischen Menschen und Robotern zu untersuchen.
Erica hat das menschliche Aussehen einer jungen japanischen Frau von etwa 1,66 Meter Körpergröße. Sie versteht Sprache, kann sprechen und Unterhaltungen führen. Sie blinzelt und bewegt Mund, Augen und Kopf wie ein menschlicher Gesprächspartner.
Erica wird in Japan als Fernsehansagerin eingesetzt. 2019 begannen in Japan die Arbeiten an einem Film, in dem Erica eine Hauptrolle spielen wird.